# Brzeziny (powiat janowski)
Brzeziny – polska wieś sołecka położona w województwie lubelskim, w powiecie janowskim, w gminie Modliborzyce.
W latach 1975–1998 miejscowość należała administracyjnie do województwa tarnobrzeskiego. Według Narodowego Spisu Powszechnego (III 2011 r.) wieś liczyła 151 mieszkańców.

## Historia
Wieś pod taką nazwą istniała już w 1718 r. Powstała na dobrach stojeszyńskich z tego powodu często nazywano je Brzezinami Stojeszyńskimi lub Małymi w celu odróżnienia od tych, które należały do włości potockich. W XIX wieś była własnością Jana Łempickiego, i zamieszkiwało ją wtedy zaledwie 4 gospodarzy. Źródła i przekazy podają, że na początku XX w. istniał na terenie wsi młyn wodny.
W 1921 r. Brzeziny tworzone były przez 19 domów i 111 mieszkańców. W 1984 r. została erygowana Parafia pod wezwaniem Miłosierdzia Bożego w Brzezinach Stojeszyńskich.

## Ważniejsze obiekty
Kościół pw. Miłosierdzia Bożego w Brzezinach obok którego znajduje się również cmentarz.